# 銀行局
銀行局（ぎんこうきょく）は、かつて存在した大蔵省の内部部局の一つ。

## 沿革
- 1880年（明治13年）5月8日 - 大蔵省に銀行局が置かれる。
- 1891年（明治24年）8月16日 - 大蔵省銀行局が廃止され、監査局が置かれる。
- 1893年（明治26年）11月10日 - 大蔵省監査局と主計局貨幣課が廃止され、大臣官房第三課が置かれる。
- 1897年（明治30年）4月28日 - 大蔵省大臣官房第三課から銀行業務などが移され、監督局が置かれる。
- 1916年（大正5年）4月10日 - 大蔵省に銀行局が改めて置かれる。
- 1943年（昭和18年）11月1日 - 大蔵省監理局が廃止され、監理局に置かれた保険課が銀行局に移管されることに伴い、銀行局は、銀行保険局と改称される。
- 1945年（昭和20年）5月19日 - 銀行保険局は、金融局と改称される。
- 1946年（昭和21年）2月2日 - 金融局が銀行局と理財局に再び分離され、銀行課、保険証券課（保険分野）などが銀行局となる。
- 1952年（昭和27年）8月1日、資金課を理財局へ移管。
- 1998年（平成10年）6月22日 - 金融監督庁の設置に伴い、大蔵省銀行局は廃止される。

## 組織

### 総務課
1949年6月1日に設置。局内の事務調整を扱う「総務係」、国会関連事務や他局との連絡にあたる「文書係」、政策一般の企画・立案を手掛ける「企画係」、日銀との調整にあたる「日銀係」などが置かれている。
所掌
大蔵省組織令（平成6年12月26日政令第413号）第66条に所掌事務が規定されている。
```
（総務課の所掌事務）
第66条 総務課においては、次の事務をつかさどる。 
  一 
金融機関
に関する政策一般の企画及び立案をすること。
  二 
日本銀行
を監督すること。 
  三 
日本銀行券
の発行限度を決定し、その限外発行を許可すること。
  四 日本銀行の行う準備率又は基準日等の設定、変更又は廃止を認可すること。
  五 
預金保険機構
を監督すること。
  六 
金融先物取引所
の設立の免許並びに金融先物取引所及びその会員の監督に関すること（
国際金融局
の所掌に属するものを除く。）。
  七 金融先物取引所の設立の免許並びに金融先物取引所及びその会員の監督に関する事務を総括すること。 
  八　金融先物取引業を営む者を許可し、これを監督すること。
  九　金融先物取引業協会を監督すること。
  十　金融機関の資金の運用を規制し、これを監督すること。
  十一 金融機関の金利を調整すること。 
  十二 主としてコール資金の貸付け又は貸借の媒介を業として行う者の届出の受理及び実態調査に関すること。 
  十三 国民貯蓄推進運動に関する方針を定め、国民貯蓄を奨励すること。
  十四 勤労者の貯蓄に係る勤労者財産形成政策基本方針の策定に関すること。
  十五 金利調整審議会に関すること。 
  十六 前各号に掲げるもののほか、銀行局の事務で、他の所掌に属しないものを行うこと。
 2 前項の場合において、同項第二号から第四号までに掲げる事務については
大臣官房金融検査部
及び
証券取引等監視委員会
の所掌に属するものを、同項第七号、第十号及び第十一号に掲げる事務については大臣官房金融検査部の所掌に属するものを除くものとする。
```

### 銀行課
事務分担とし､「総務係」､「企画係」､「長期金融係」､「銀行第一係」､「銀行第二係」及び「銀行第三係」が置かれていた。
所掌
大蔵省組織令（平成6年12月26日政令第413号）第67条に所掌事務が規定されている。
```
（銀行課の所掌事務）
第67条 銀行課においては、次の事務をつかさどる。 
  一 
銀行業
を免許し、これを営む者を監督すること。
  二 
信託業
（担保付社債に関する信託事業を含む。）を免許し、これを営む者を監督すること。  
  三 銀行及び
信託会社
関係の
公益法人
を監督すること。 
  四 銀行及び信託に関する制度を調査すること。 
  五 銀行及び信託に関する
統計
を作成すること。 
 2 前項の場合において、同項第一号及び第二号に掲げる事務については、
大臣官房金融検査部
の所掌に属するものを除くものとする。
```

### 特別金融課
「総務係」に、政府系金融機関のうち日本開発銀行、日本輸出入銀行を所管する「特別銀行係」､「中小企業金融係」､「特殊金融係」､「農林金融係」が置かれている。
所掌
大蔵省組織令（平成6年12月26日政令第413号）第68条に所掌事務が規定されている。
```
（特別金融課の所掌事務）
第68条 特別金融課においては、次の事務をつかさどる。 
  一 
日本輸出入銀行
及び
日本開発銀行
を監督すること。 
  二 
国民金融公庫
、
中小企業金融公庫
、
住宅金融公庫
、
農林漁業金融公庫
、
北海道東北開発公庫
、
公営企業金融公庫
、環境衛生金融公庫及び
沖縄振興開発金融公庫
を監督すること。 
  三 
商工組合中央金庫
を監督すること。
  四 
農業協同組合
、
水産業協同組合
、
農林中央金庫
、農業信用基金協会、漁業信用基金協会、
農林漁業信用基金
、産業基盤整備基金及び
通信・放送機構
を監督すること。
  五 
農水産業協同組合貯金保険機構
を監督すること。
  六 第一号から第四号までに規定する
金融機関
（農業信用基金協会、漁業信用基金協会、農林漁業信用基金、産業基盤整備基金及び通信・放送機構を含む。以下この条において同じ。）に関する制度を調査すること。 
  七 第一号から第四号までに規定する金融機関に関する
統計
を作成すること。 
  八 産業労働者住宅資金の融通及び住宅融資保険に関すること。
  九 第一号から第四号までに規定する金融機関関係の
公益法人
を監督すること。 
 2 前項の場合において、同項第一号から第五号まで及び第八号に掲げる事務については、
大臣官房金融検査部
の所掌に属するものを除くものとする。
```

### 中小金融課
信用金庫だけで総職員数が15万人にのぼっていたなど、中小金融機関のすそ野が広いことが政治的にも注目され、省内の課長ポストとしては抜きん出た存在感を持っていた。
所掌
大蔵省組織令（平成6年12月26日政令第413号）第69条に所掌事務が規定されている。
```
（中小金融課の所掌事務）
第69条 中小金融課においては、次の事務をつかさどる。 
  一 無尽業を免許し、これを営む者を監督すること。
  二 
信用金庫
及び信用金庫連合会並びに
労働金庫
及び
労働金庫連合会
の事業を免許し、信用協同組合、中小企業等協同組合法（昭和二十四年法律第百八十一号）第九条の九第一項第一号の事業を行う協同組合連合会及び信用保証協会の設立を認可し、並びにこれらの者を監督すること。  
  三 
中小企業信用保険公庫
及び
奄美群島振興開発基金
を監督すること。
  四 前三号に規定する
金融機関
（信用保証協会及び奄美群島振興開発基金を含む。以下この条において同じ。）に関する制度を調査すること。
  五 第一号から第三号までに規定する金融機関に関する
統計
を作成すること。
  六 第一号から第三号までに規定する金融機関関係の
公益法人
を監督すること。
  七 
貸金業
を営む者を登録し、これを監督すること。 
  八 
住宅金融会社
等（貸金業の規制等に関する法律施行令（昭和五十八年政令第百八十一号）第一条第四号から第六号までに掲げる者をいう。）の届出の受理及び実態調査に関すること。 
  九 貸金業関係の公益法人を監督すること。 
  十 
抵当証券業
を営む者を登録し、これを監督すること。 
  十一 抵当証券保管機構を指定し、これを監督すること。 
  十二 抵当証券業協会を監督すること。
  十三 
前払式証票の規制
に関すること。
  十四 商品投資販売業を営む者を許可し、これを監督すること。 
  十五 
特定債権
等譲受業及び小口債権販売業を営む者を許可し、これらを監督すること。 
  十六 
不動産特定共同事業
を営む者を許可し、これを監督すること。 
 2 前項の場合において、同項第一号から第三号まで、第七号及び第九号から第十六号までに掲げる事務については、
大臣官房金融検査部
の所掌に属するものを除くものとする。
```

### 調査課
1952年8月1日に「金融制度調査室」として設置。その後1956年4月1日に「金融制度調査官」となり、1977年6月17日に調査課に再編された。
所掌
大蔵省組織令（平成6年12月26日政令第413号）第70条に所掌事務が規定されている。
```
（調査課の所掌事務）
第70条 調査課においては、次の事務をつかさどる。 
  一 
金融
制度の整備改善に関する調査、企画及び立案をすること。 
  二 
金融機関
に関する政策の基礎となる事項の調査をすること。  
  三 金融に関する統計の作成及び分析をすること。 
  四 金融制度調査会に関すること。
```

### 保険部
保険事業の発展に伴い、保険行政も一段と複雑化してきており、こうした事態に対処するため、保険行政機構の一層の整備、充実を図ることを目的に1965年5月18日設置された。

#### 保険第一課
所掌
大蔵省組織令（平成6年12月26日政令第413号）第71条に所掌事務が規定されている。
```
（保険第一課の所掌事務）
第71条 保険第一課においては、次の事務をつかさどる。 
 一 
保険
に関する事務運営の統一を図り、必要な調整を行うこと。 
 二 保険に関する制度の調査をすること。 
 三 保険に関する制度の企画及び立案をすること。ただし、保険第二課の所掌に属するものを除く。 
 四 
生命保険
事業を免許し、これを営む者を監督すること。 
 五 生命保険に係る募集の取締りを行うこと。
 六 生命保険会社関係の
公益法人
を監督すること。 
 七 保険に関する統計を作成すること。 
 八 保険審議会に関すること。 
 九 前各号に掲げるもののほか、保険部の事務で、保険第二課の所掌に属しないものを行うこと。 
2 前項の場合において、同項第四号及び第五号に掲げる事務については、
大臣官房金融検査部
の所掌に属するものを除くものとする。 
```

#### 保険第二課
所掌
大蔵省組織令（平成6年12月26日政令第413号）第72条に所掌事務が規定されている。
```
（保険第二課の所掌事務）
第72条 保険第二課においては、次の事務をつかさどる。 
 一 
損害保険
に関する固有の制度の企画及び立案をすること。 
 二 損害保険事業を免許し、これを営む者を監督すること。 
 三 
船主相互保険組合
の設立を認可し、これを監督すること。 
 四 
火災共済協同組合
及び
中小企業等協同組合法
第9条の9第1項第3号の事業を行う協同組合連合会の設立を認可し、並びにこれらの者を監督すること。 
 五 損害保険に係る募集の取締りを行うこと。 
 六 
損害保険料
率算出団体に関すること。
 七 
地震再保険
事業に関すること。
 八 地震再保険特別会計に関すること。 
 九 地震保険契約に係る事業に関し、損害保険会社等を監査すること。 
 十 地震保険審査会に関すること。 
 十一 損害保険会社関係の
公益法人
を監督すること。 
 十二 
自動車損害賠償責任共済
に関すること。 
 十三 自動車損害賠償責任保険審議会に関すること。 
2 前項の場合において、同項第二号から第六号までに掲げる事務については、
大臣官房金融検査部
の所掌に属するものを除くものとする。
```

## 銀行局長
| 氏名       | 就任年月日     | 後職         | 備考       |
| 銀行局長   | 銀行局長       | 銀行局長     | 銀行局長   |
| ---------- | -------------- | ------------ | ---------- |
| 江沢省三   | 1946年2月2日   | 退官         |            |
| 福田赳夫   | 1946年7月30日  | 主計局長     |            |
| 愛知揆一   | 1947年9月2日   | 退官         |            |
| 舟山正吉   | 1950年2月9日   | 大蔵事務次官 |            |
| 河野通一   | 1951年5月1日   | 理財局長     |            |
| 東条猛猪   | 1955年8月2日   | 退官         |            |
| 酒井俊彦   | 1957年6月11日  | 為替局長     |            |
| 石田正     | 1957年11月15日 | 大蔵事務次官 |            |
| 石野信一   | 1959年6月23日  | 主計局長     |            |
| 大月高     | 1961年6月16日  | 退官         |            |
| 高橋俊英   | 1963年4月22日  | 退官         |            |
| 佐竹浩     | 1965年6月18日  | 退官         |            |
| 村上孝太郎 | 1966年7月1日   | 大臣官房長   | 大臣官房長 |
| 澄田智     | 1966年7月22日  | 大蔵事務次官 |            |
| 青山俊     | 1969年8月6日   | 退官         |            |
| 近藤道生   | 1970年3月3日   | 国税庁長官   |            |
| 吉田太郎一 | 1972年6月27日  | 財務官       |            |
| 高橋英明   | 1974年6月26日  | 退官         |            |
| 田辺博通   | 1975年7月8日   | 国税庁長官   |            |
| 後藤達太   | 1976年6月11日  | 退官         |            |
| 徳田博美   | 1977年6月10日  | 退官         |            |
| 米里恕     | 1979年7月10日  | 退官         |            |
| 宮本保孝   | 1981年6月26日  | 理財局長     |            |
| 吉田正輝   | 1984年6月27日  | 退官         |            |
| 平澤貞昭   | 1986年6月10日  | 大蔵事務次官 |            |
| 土田正顕   | 1989年6月23日  | 国税庁長官   |            |
| 寺村信行   | 1992年6月26日  | 国税庁長官   |            |
| 西村吉正   | 1994年7月1日   | 退官         |            |
| 山口公生   | 1996年7月26日  | 退官         |            |

## 銀行局次長
| 氏名       | 就任年月日    | 後職           | 備考               |
| 銀行局次長 | 銀行局次長    | 銀行局次長     | 銀行局次長         |
| ---------- | ------------- | -------------- | ------------------ |
| 吉田晴二   | 1947年4月15日 | 管財局長       | 銀行局国民貯蓄課長 |
| 三井武夫   | 1947年7月2日  | 銀行局検査部長 | 銀行局監査課長     |